# 15 г. пр.н.е.
15 (петнадесетата) година преди новата ера (пр.н.е.) е обикновена година, започваща във вторник, сряда или четвъртък или високосна година, започваща в сряда по юлианския календар.

## Събития

### В Римската империя
- Консулите на Римската империя са Марк Ливий Друз Либон и Луций Калпурний Пизон Понтифекс.
- Тиберий и Друз покоряват алпийските племена рети и винделики обитавали днешна източна Швейцария, Тирол и южна Бавария.[1]
- Създадена е провинция Реция с център селището Курия Реторум.[1][2]
- Кралство Норик е анексирано по сравнително мирен път като императорска провинция.[3][notes 1]
- Основан е град Августа Винделикум.
- Друз започва строителството на Виа Клавдия Августа, за да улесни прехода през Алпите и подсигури контрола над Норик и Реция.

## Родени
- 24 май – Германик, виден римски пълководец (умрял 19 г.)
- Федър[4][notes 2] – римски баснописец и поет-сатирик (умрял ок. 50 г.)
- Александър, внук на Ирод Велики (умрял ок. 28 г.)
- Иродиада,[5][notes 3] принцеса от династията на Иродиадите (умряла след. 19 г.)

## Починали
- Луций Мунаций Планк – римски политик (роден ок 87 г. пр.н.е.)
- Секст Проперций[6][notes 4] – римски елегически поет (роден ок 50 г. пр.н.е.)
- Публий Ведий Полион – конник и приятел на Август